# Zwierzyniec
Zwierzyniecⓘ é um município no leste da Polônia. Pertence à voivodia de Lublin, no condado de Zamość. É a sede da comuna urbano-rural de Zwierzyniec, localizado no rio Wieprz, próximo ao Parque Nacional Roztocze.
Estende-se por uma área de 6,2 km², com 3 045 habitantes, segundo o censo de 31 de dezembro de 2021, com uma densidade populacional de 491,1 hab./km².

## Localização
A oeste de Zwierzyniec, a uma distância de 3 km, há uma fronteira entre o calcário−arenito de Roztocze Central e o loesse de Roztocze Ocidental. A cidade é cercada por florestas, que cobrem até 66% da área do município. Em suas proximidades, logo após a fronteira sul da cidade, estão as lagoas Echo.
Zwierzyniec está localizada na antiga Terra de Chełm, na histórica Rutênia Vermelha, na qual fazia parte do domínio Szczebrzeszyn, que foi incorporado à Propriedade Zamoyski e, mais tarde, transformado no condado privado de Szczebrzeszyn, na voivodia da Rutênia.
A cidade cobre uma área de 6,2 km² (31 de dezembro de 2021).
De 1975 a 1998, a cidade fez parte da voivodia de Zamość.
Zwierzyniec é membro da União das Cidades Polonesas.

## História

### Origem

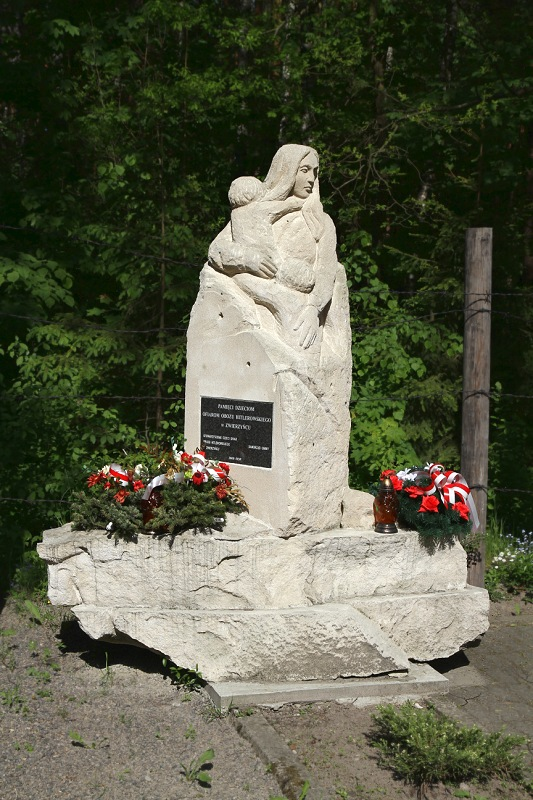
Monumento em homenagem às vítimas do campo de reassentamento alemão

Zwierzyniec deve sua existência à Propriedade Zamoyski, cuja atividade econômica se baseava na extração e no processamento de riquezas das florestas ao redor.
Zwierzyniec foi fundada em 1593, quatro anos após a fundação da Propriedade. Provavelmente já no início do século XVII, funcionava como residência de verão da família Zamoyski. O núcleo do assentamento era uma mansão de caça construída sobre um lago. Perto da mansão, havia uma grande reserva de caça cercada por uma cerca alta, onde eram mantidos veados, corças, alces e javalis, entre outros. No jardim, sobre a água, havia um palácio de verão (Lusthaus) pertencente a Gryzelda Wiśniowiecka, nascida Zamoyska, mãe do rei Miguel I da Polônia.
Em 1711, o vento levou grandes massas de gafanhotos-migratórios para a área de Zwierzyniec.
Como resultado da Primeira Partição da Polônia Zwierzyniec se viu na anexação austríaca. Inicialmente, pertencia ao distrito de Belz com sua sede em Zamość e, a partir de 1783, ao distrito de Zamość. Naquela época, era uma cidade pequena. A “Geografia da Galícia e da Lodoméria”, publicada em 1786 pelo conde Ewaryst Andrzej Kuropatnicki, afirmava: “uma vila com uma casa de madeira e uma capela; outrora uma propriedade fundiária [Zamoyski]. Há uma reserva de caça que se estende por quilômetros ao redor, com cavalos selvagens, veados, gamos e corças em abundância; as cercas agora estão desertas”. Em 1773, o nono proprietário, Jan Jakub Zamoyski, instalou uma fábrica de porcelana e sabão em Zwierzyniec.
Em 1809, juntamente com todo o distrito de Zamość, Zwierzyniec foi incorporado ao Ducado de Varsóvia.
Em 1812, a sede da Propriedade Zamoyski foi transferida de Zamość para Zwierzyniec. No século XIX, havia uma serraria, uma cervejaria, uma fábrica de pisos, uma fábrica de carruagens, uma fábrica de máquinas agrícolas, um hotel com restaurante e até mesmo um tribunal municipal distrital. Os habitantes de Zwierzyniec apoiaram ativamente os combatentes pela liberdade da Polônia, especialmente os insurgentes durante a Revolta de Janeiro e, depois, os soldados do Exército Nacional durante a Segunda Guerra Mundial.

### Segunda Guerra Mundial
Entre 1940 e 1944, os alemães nazistas estabeleceram um campo para civis em Zwierzyniec, bem como um campo de trânsito e, a partir de dezembro de 1942, para a população deslocada da região de Zwierzyniec, incluindo muitos filhos de Zwierzyniec. Estima-se que 24 000 prisioneiros foram encarcerados no campo, incluindo 7 000 crianças, das quais mais de 200 morreram. O local agora abriga a igreja paroquial católica de Nossa Senhora Rainha da Polônia, da segunda metade do século XX.
Durante a ocupação nazista, em julho de 1941, os alemães estabeleceram um gueto para residentes judeus. Cerca de 400 judeus ficaram lá. Em 22 de outubro de 1942, eles foram deportados para o campo de extermínio de Bełżec.
Em 2 de fevereiro de 1944, as tropas alemãs de ocupação realizaram uma execução sumária na praça principal de Zwierzyniec, na presença dos habitantes desalojados à força de Zwierzyniec.

### Modernidade
Em 1 de janeiro de 1990, Zwierzyniec obteve os direitos de cidade. Foi criada a partir da aldeia de Zwierzyniec (210,00 ha), da aldeia de Rudka (149,00 hectares), parte da aldeia de Wywłoczka (55,00 hectares), parte da área do Parque Nacional de Roztocze (24,00 hectares) e parte da área do Distrito Florestal de Zwierzyniec (46,00 hectares).
Em 1 de janeiro de 2010, foi anexada uma parte da vila de Obrocz com uma área de 136,92 hectares.

## Monumentos históricos
A cidade tem os seguintes monumentos listados no registro de monumentos da voivodia de Lublin:
- Parte do arranjo espacial da cidade
- Complexo da igreja de São João Nepomuceno, “na ilha”, séculos XVIII–XX: igreja, campanário de madeira, cemitério, fachada barroca de meados do século XVIII (1741−1747), financiada pelo proprietário Tomasz Antoni Zamoyski; no interior modesto há policromias de Łukasz Smuglewicz
- Cemitério católico (a parte mais antiga) de 1907
- Cemitério judaico de meados do século XIX
- Local das execuções (praça) de 1944 na rua 2 Lutego 4
- Monumento não especificado (o chamado “monumento do cachorro de Marysieńka”) localizado em uma ilha no lago da Igreja.
- Complexo do conselho da administração da Propriedade Zamoyski na rua Browarna 1, da primeira metade do século XIX: edifício principal de 1792–1799 e segunda metade do século XIX, 4 dependências, um parque
- Complexo do Palácio dos Plenipotentes na rua Plażowa 1, de finais do século XIX: casa de 1880–1891, cavalariça de 1885, poço de madeira de 1885, jardim
- Mansão Borowianka
- Cervejaria (prédio principal) rua Browarna 7 dos anos 1805–1806 com uma portaria de 1836, uma loja de extração de sementes na rua Parkowa de 1896 e um armazém de madeira; desde agosto de 2000, a Letnia Akademia Filmowa é realizada no pátio da fábrica
- Fábrica de descascamento de sementes na rua Parkowa, datada de 1896, e um armazém de madeira

Além dos edifícios inscritos no registro, Zwierzyniec tem vários monumentos listados no registro provincial de monumentos:
- Bosque na rua Biłgorajska, 18;
- Pousada na rua Zamojska, 10;
- Pousada na rua Zamojska, 1;
- Alojamento do guarda florestal;
- Cemitérios de guerra e um túmulo de insurgentes de 1863;
- Imóvel Rózin.

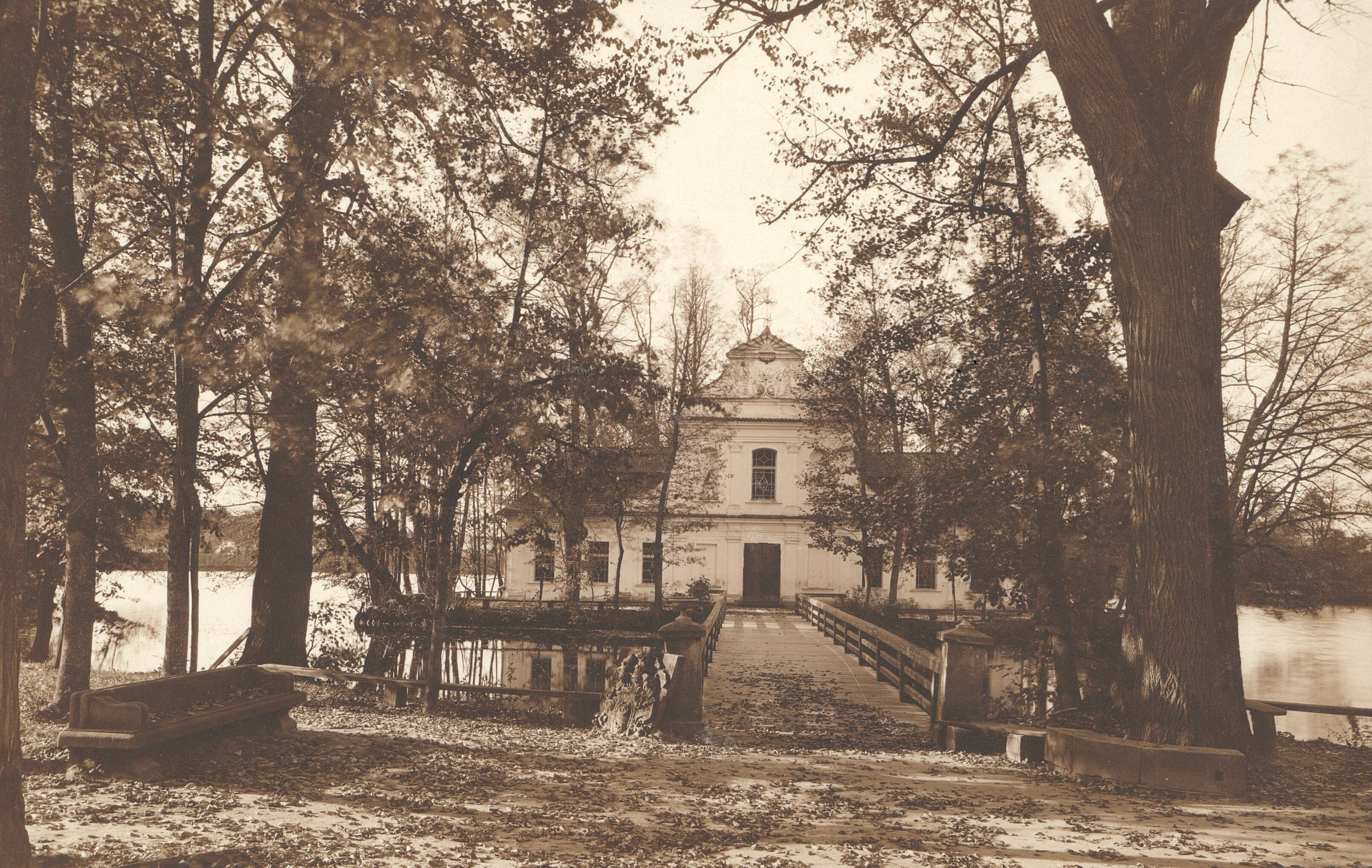
Igreja, primeira metade do século XX
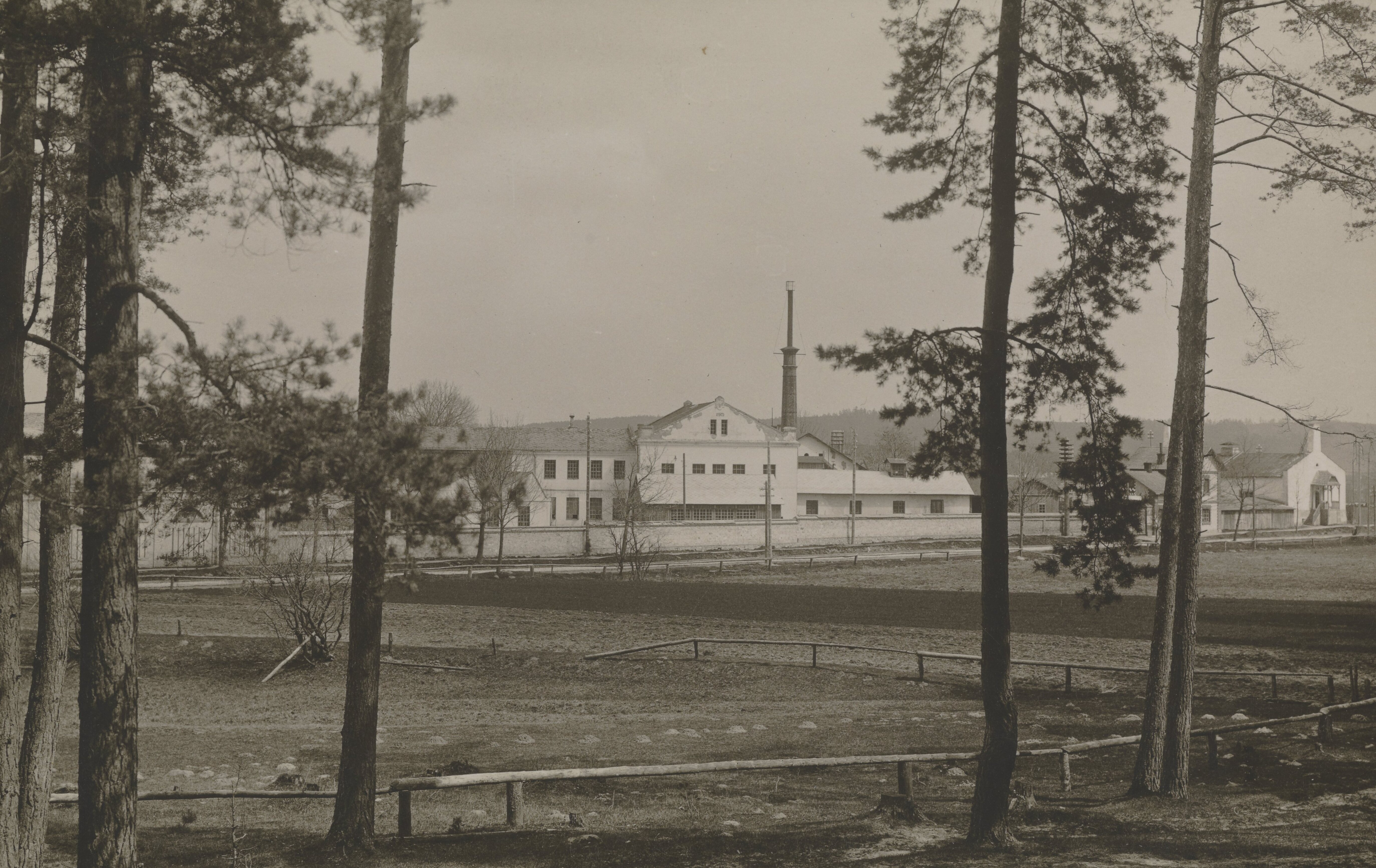
Cervejaria, primeira metade do século XX
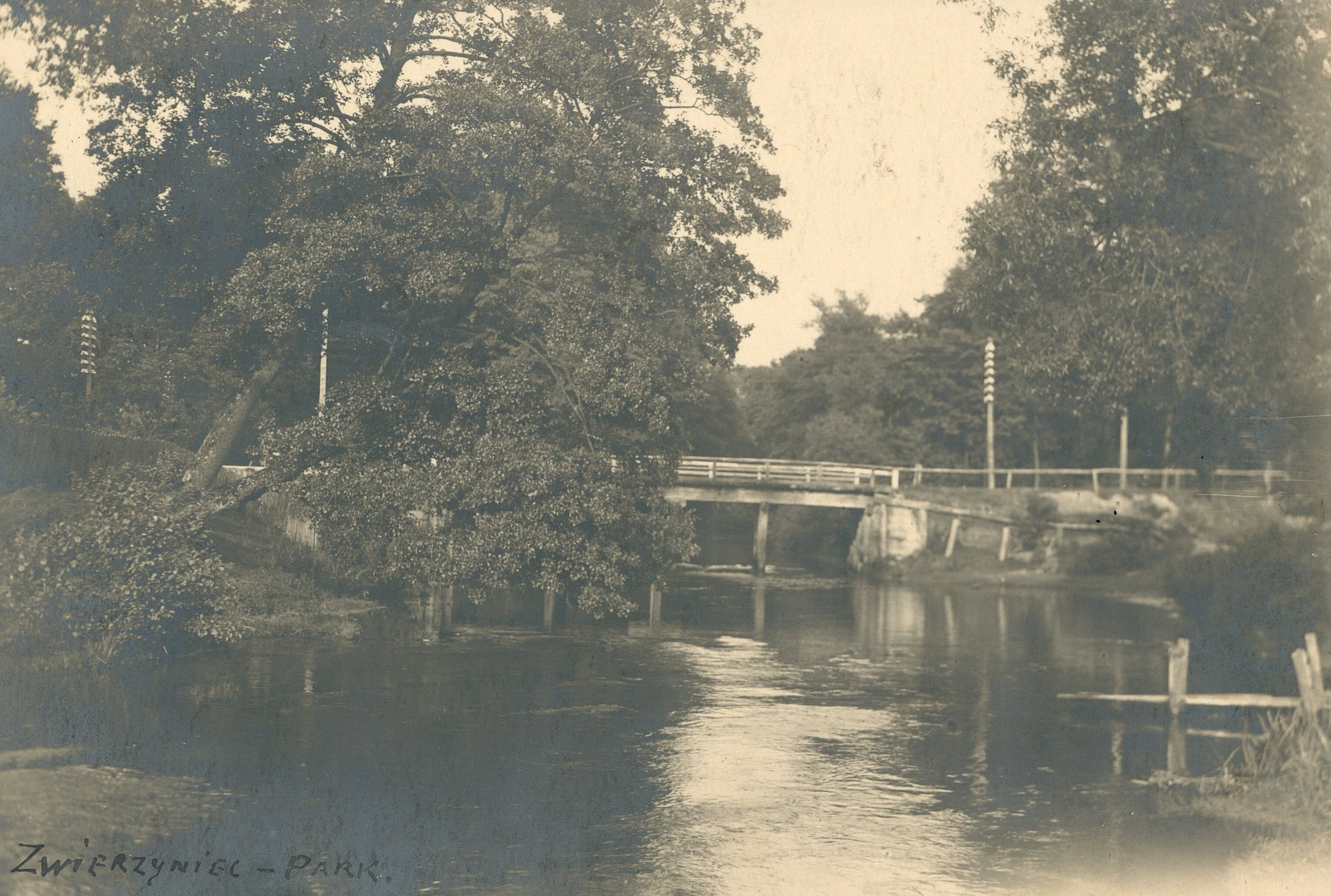
Parque, primeira metade do século XX
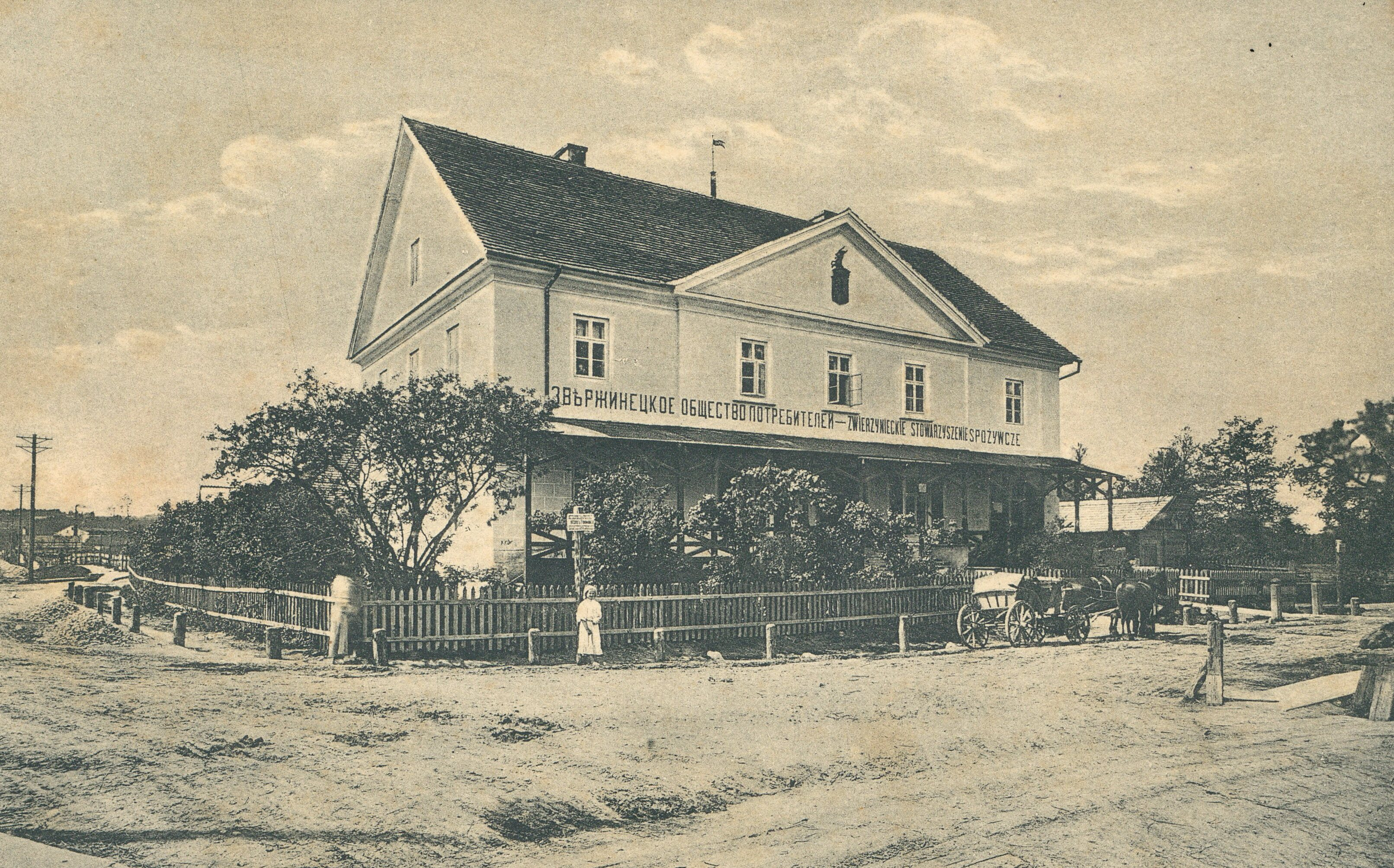
Edifício da Associação de Alimentos, depois de 1910

## Outras atrações

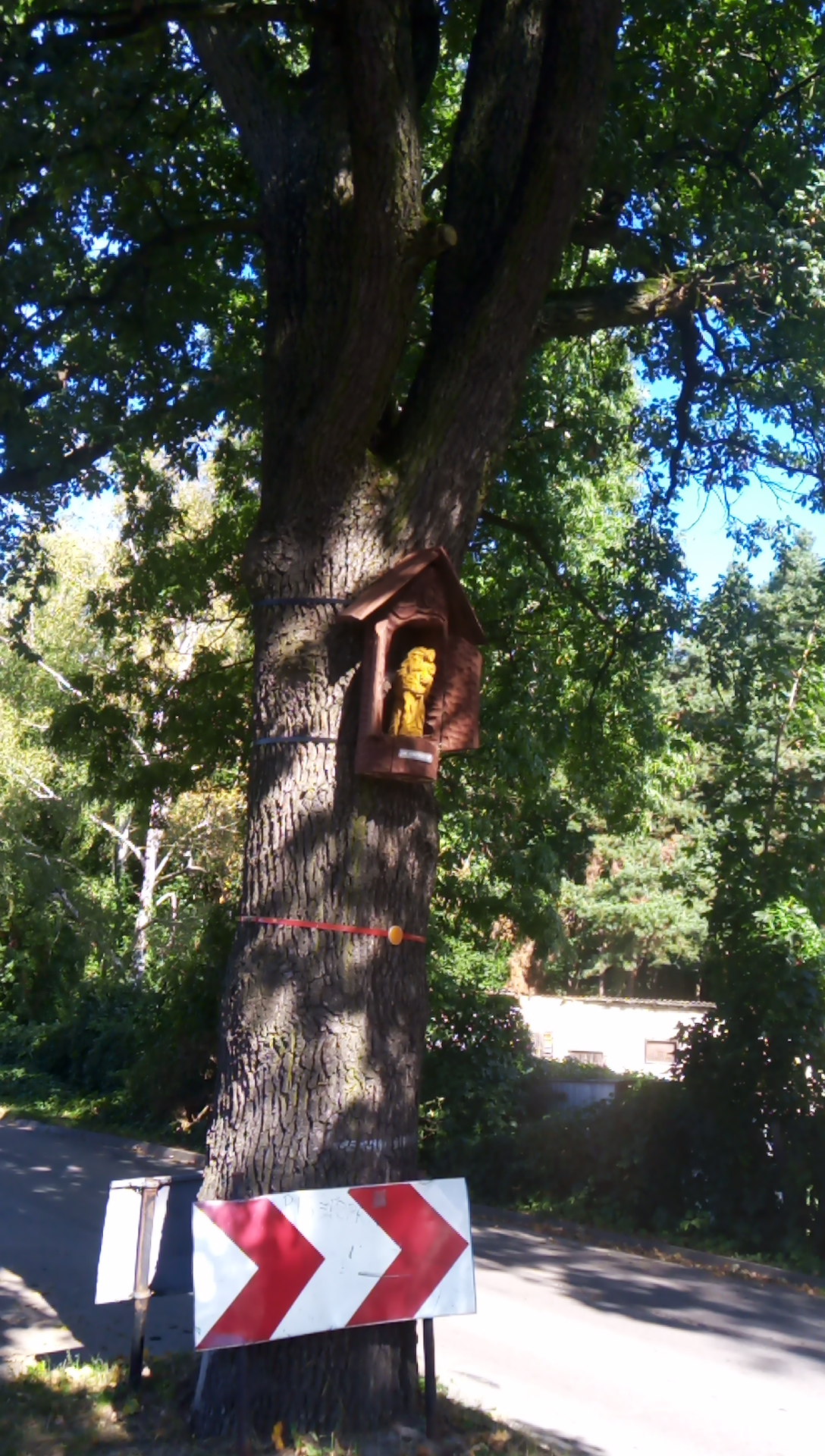
Árvore no meio da estrada

Um distrito interessante e quase completamente desconhecido de Zwierzyniec é Borek. É um complexo de 71 casas de madeira, construídas na virada das décadas de 1920 e 1930, quando a Propriedade Zamoyski entregou a área aos camponeses por renunciar aos direitos de servidão. Borek consiste em seis ruas, uma das quais, a rua Wąska, é um destaque pela largura e pelas construções de madeira totalmente preservadas. O clima do local corresponde ao período entreguerras.
Existem 68 monumentos, placas e estátuas históricas e religiosas diferentes em Zwierzyniec, o que equivale a um objeto para cerca de 50 habitantes. Entre esses monumentos estão aqueles dedicados aos soldados do Exército Nacional, aos Batalhões Camponeses, aos silvicultores, à Reserva Voluntária da Milícia Cívica, aos insurgentes de janeiro, aos prisioneiros de guerra franceses, aos húngaros, ao cachorro de Marysieńka Sobieska e a muitas outras figuras ou eventos. Há uma pedra no parque da cidade, colocada para comemorar a erradicação de gafanhotos durante seu ataque à cidade em 1711.
A administração do Parque Nacional Roztocze está localizada no histórico Palácio Plenipotenciário. Perto está o Núcleo Educativo e Museológico do Parque Nacional Roztocze. Em 2014, foram construídas duas torres de observação de madeira − em Tartaczna Góra e em Biała Góra perto do Centro Científico e Educacional Roztocze do Parque Nacional.
Além disso, Zwierzyniec é famosa por outra atração incomum: uma árvore na estrada. Na verdade, trata-se de um carvalho-roble, que recebeu o nome de “Cristóvão” dos habitantes em uma competição. O carvalho tem cerca de cem anos. A árvore é cercada por barreiras de advertência e, na frente, há uma capela com a imagem de São Cristóvão, o santo padroeiro dos motoristas.

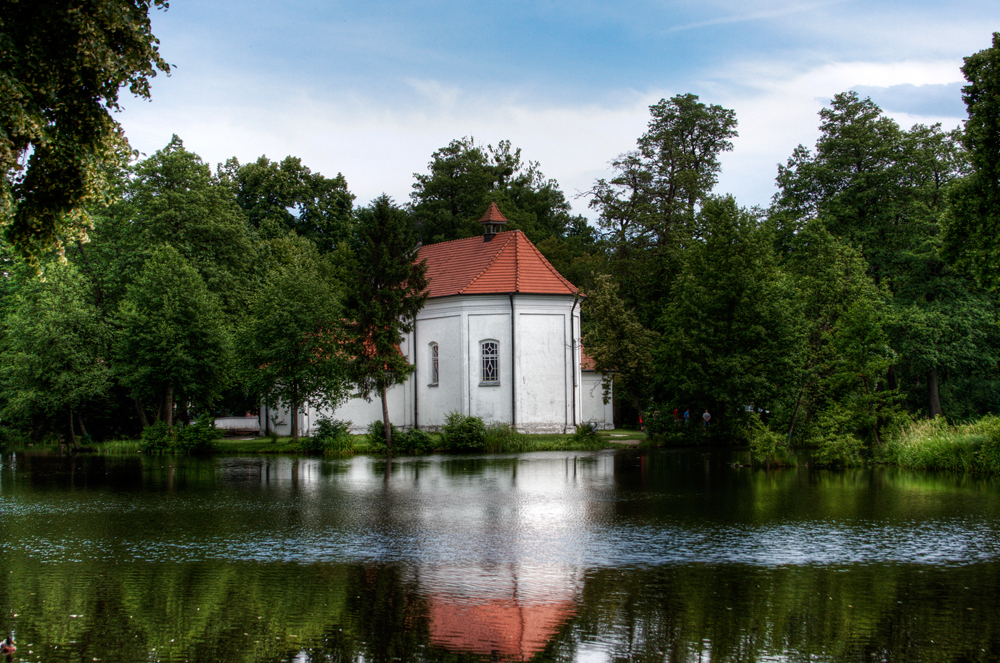
Igreja “na ilha” de São João Nepomuceno
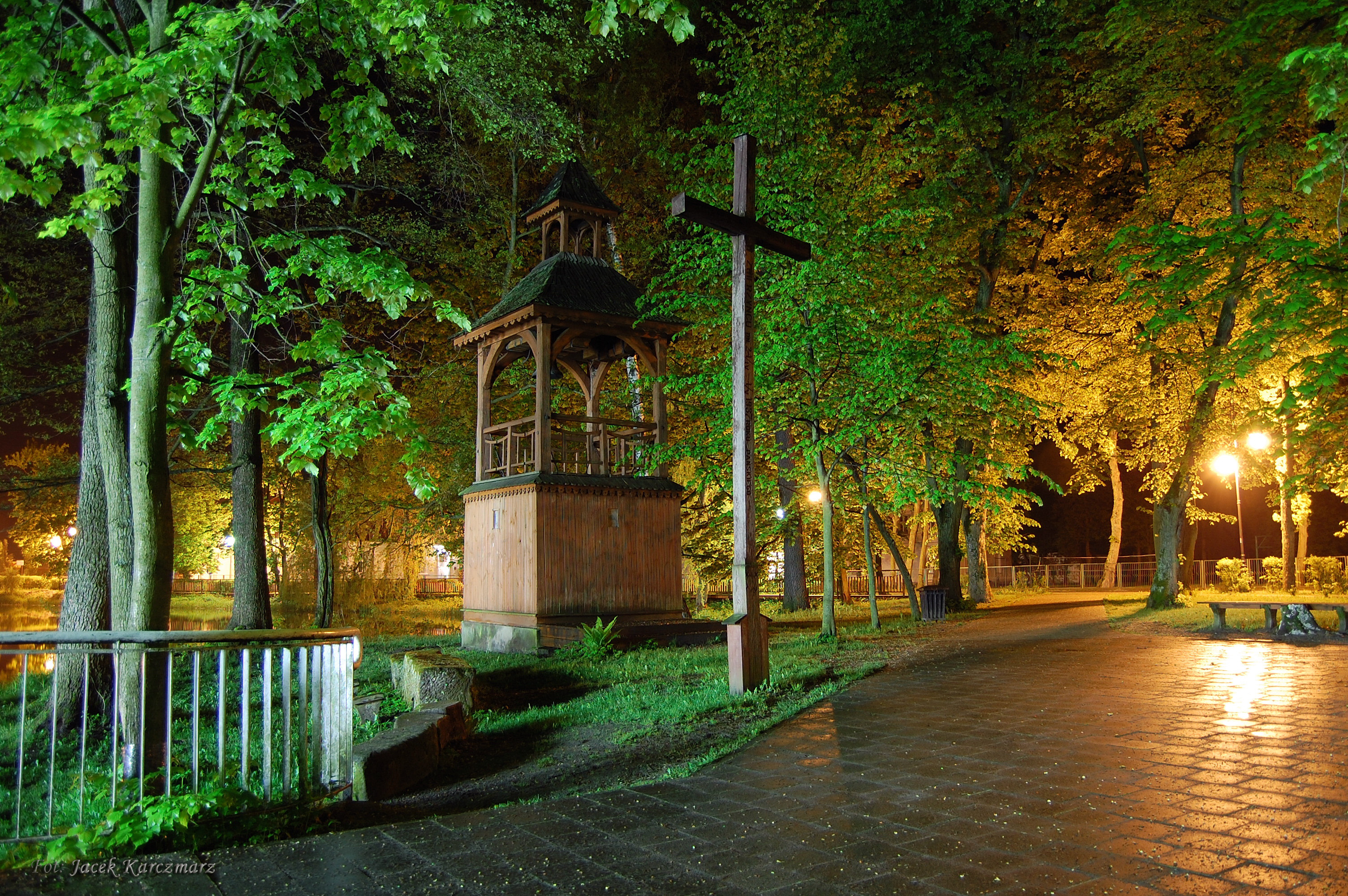
Torre sineira ao lado da igreja
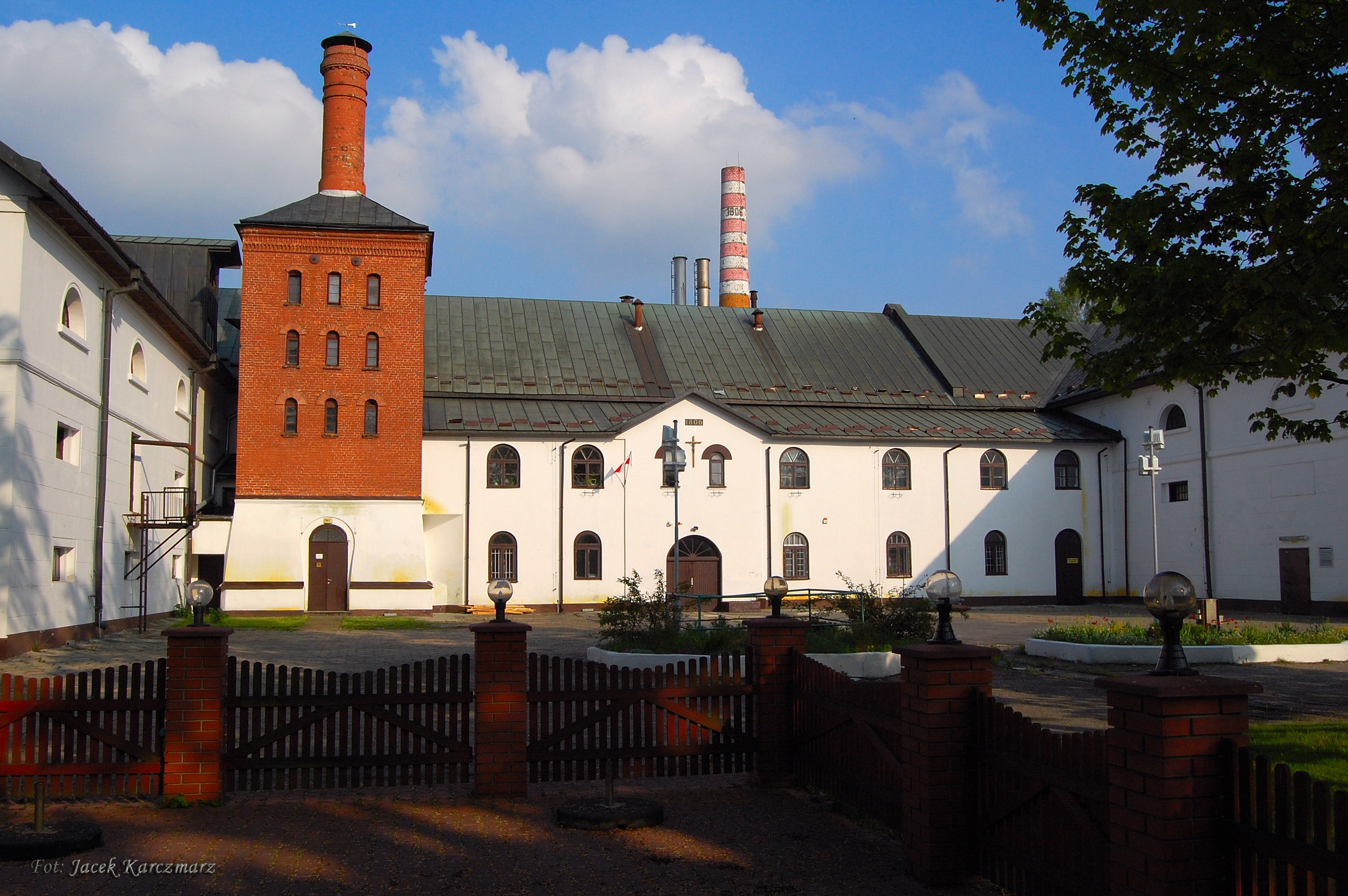
Cervejaria
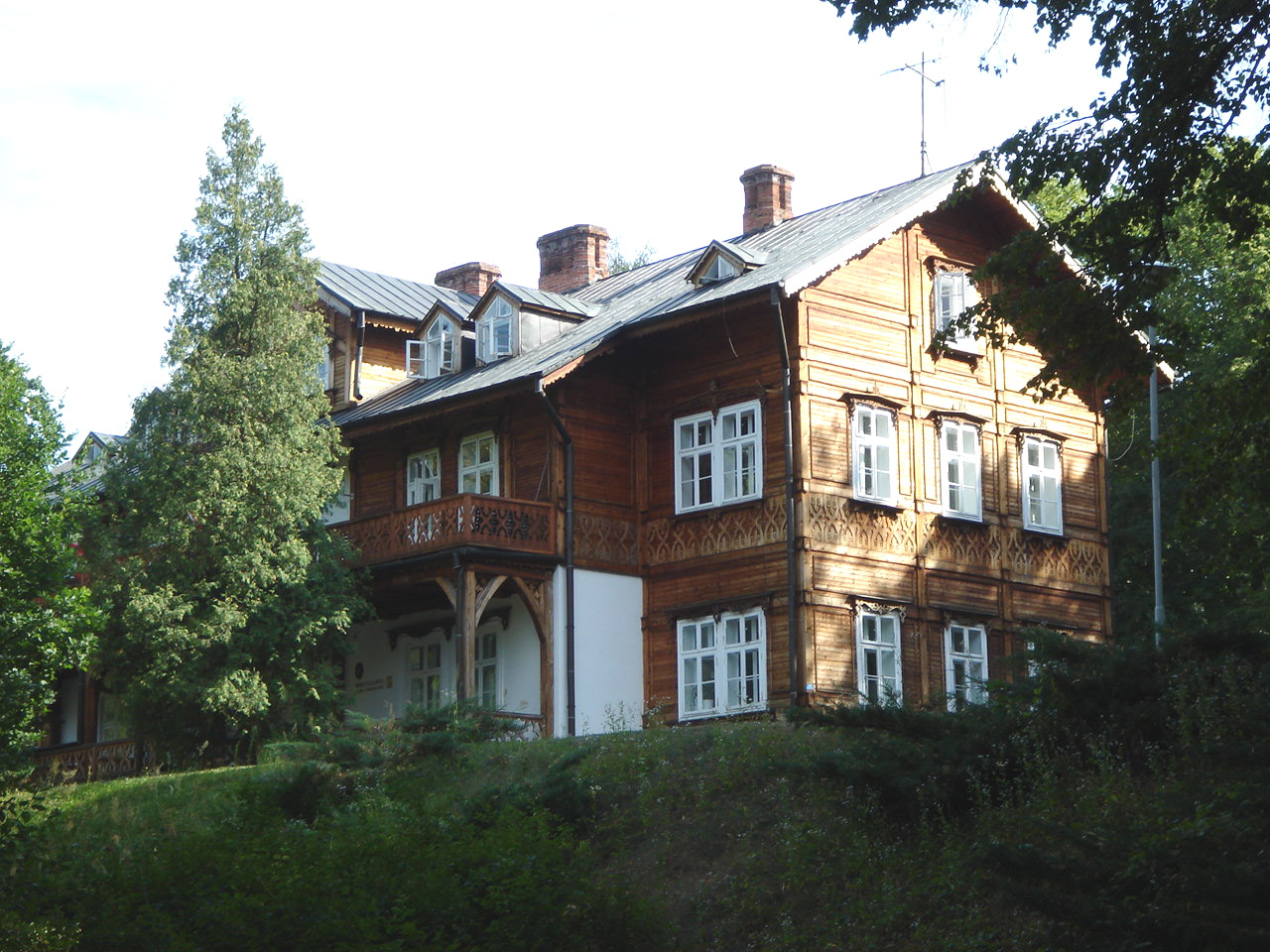
Palácio dos Plenipotentes − Diretoria do Parque Nacional Roztocze
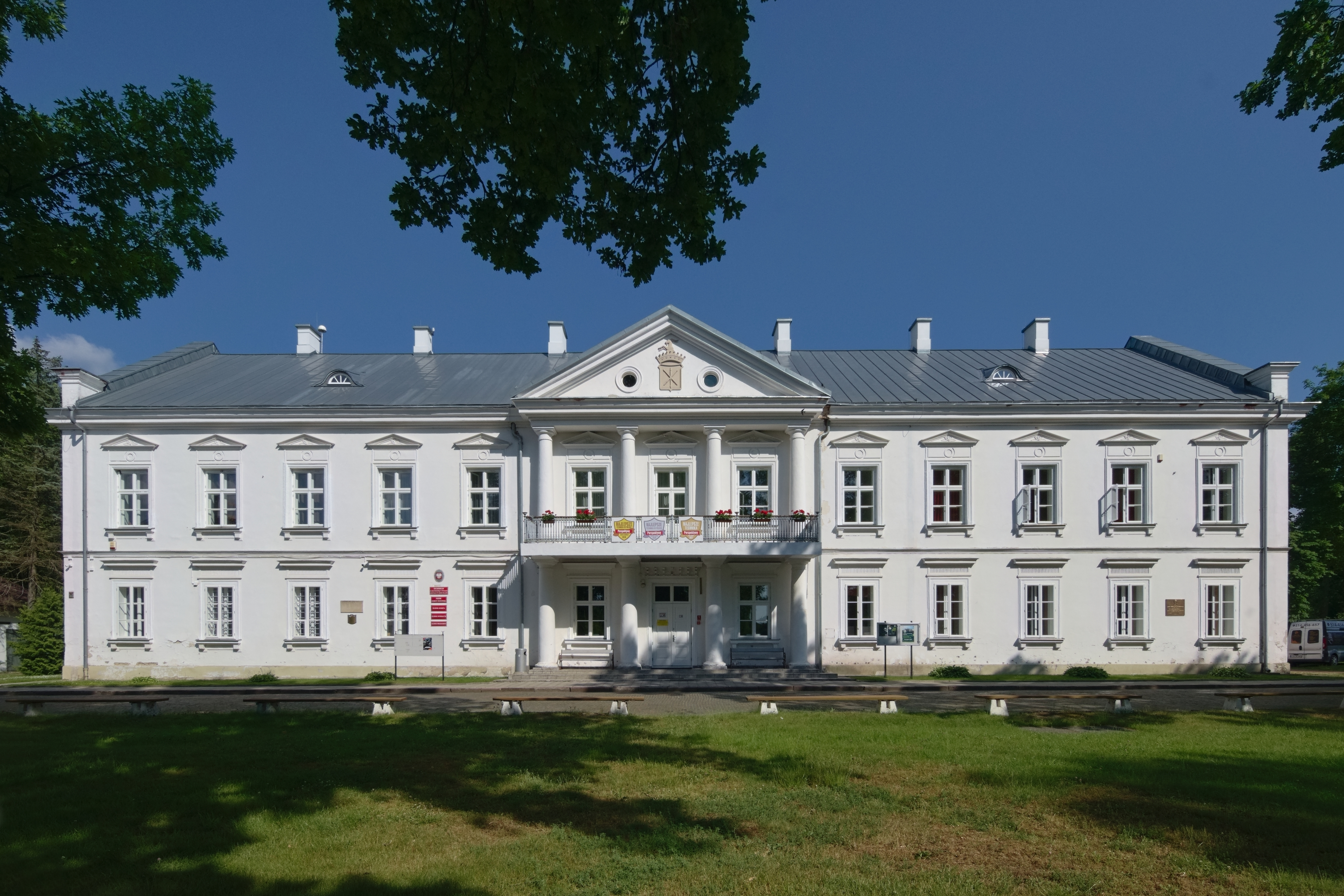
Edifício do conselho de administração da Propriedade Zamoyski
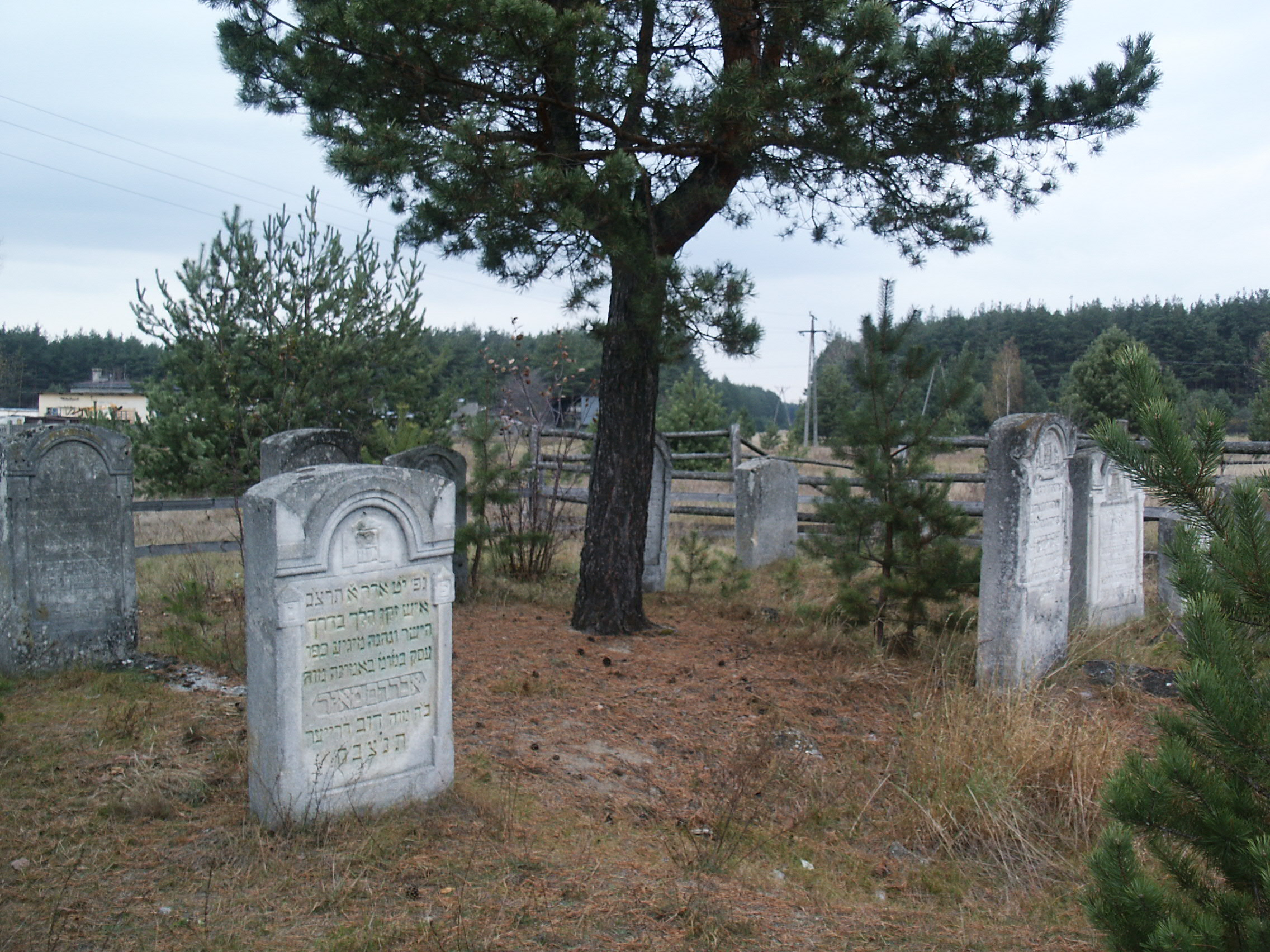
Cemitério judaico
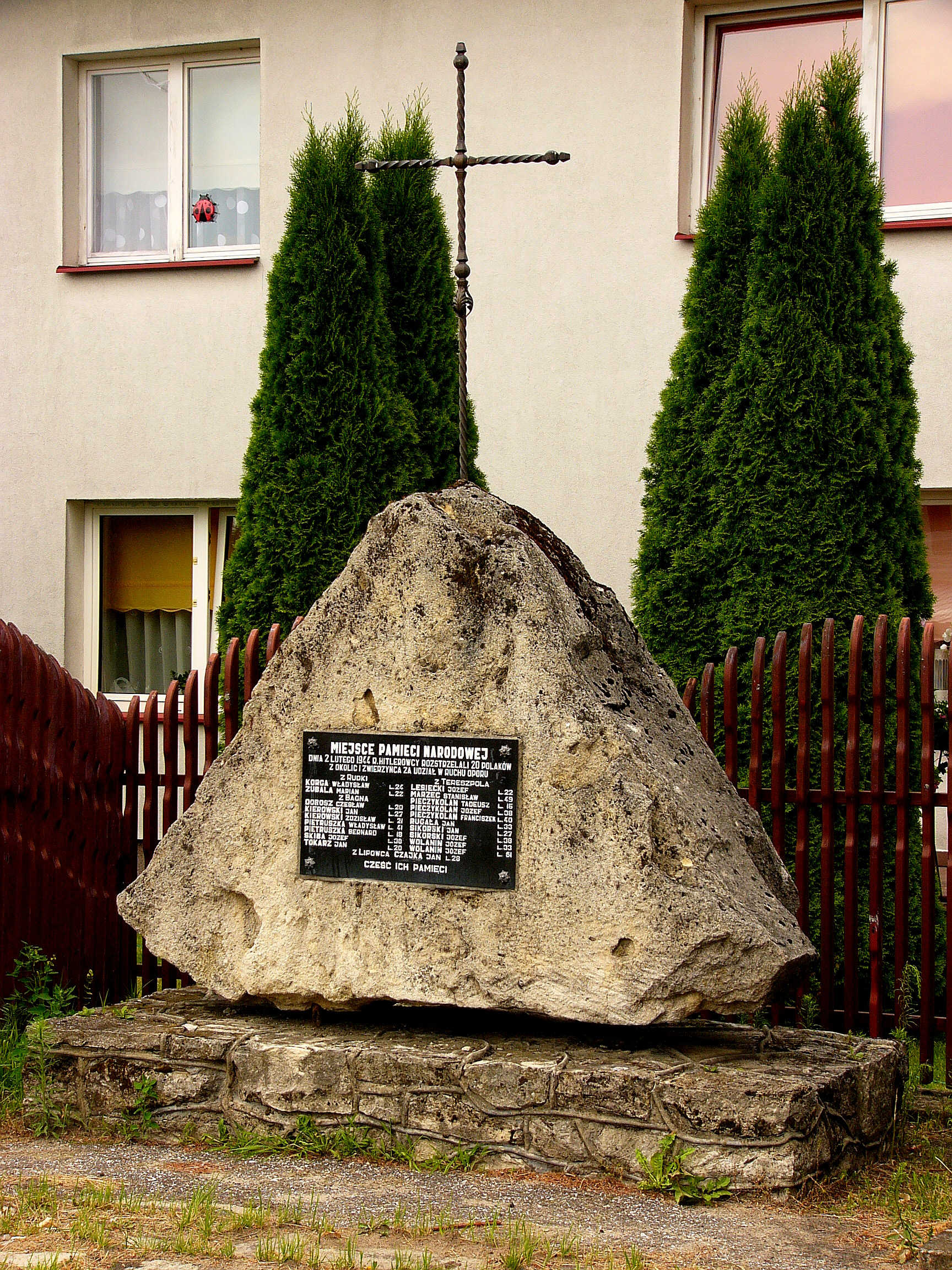
Praça, local da execução em 1944, rua 2 Lutego 4
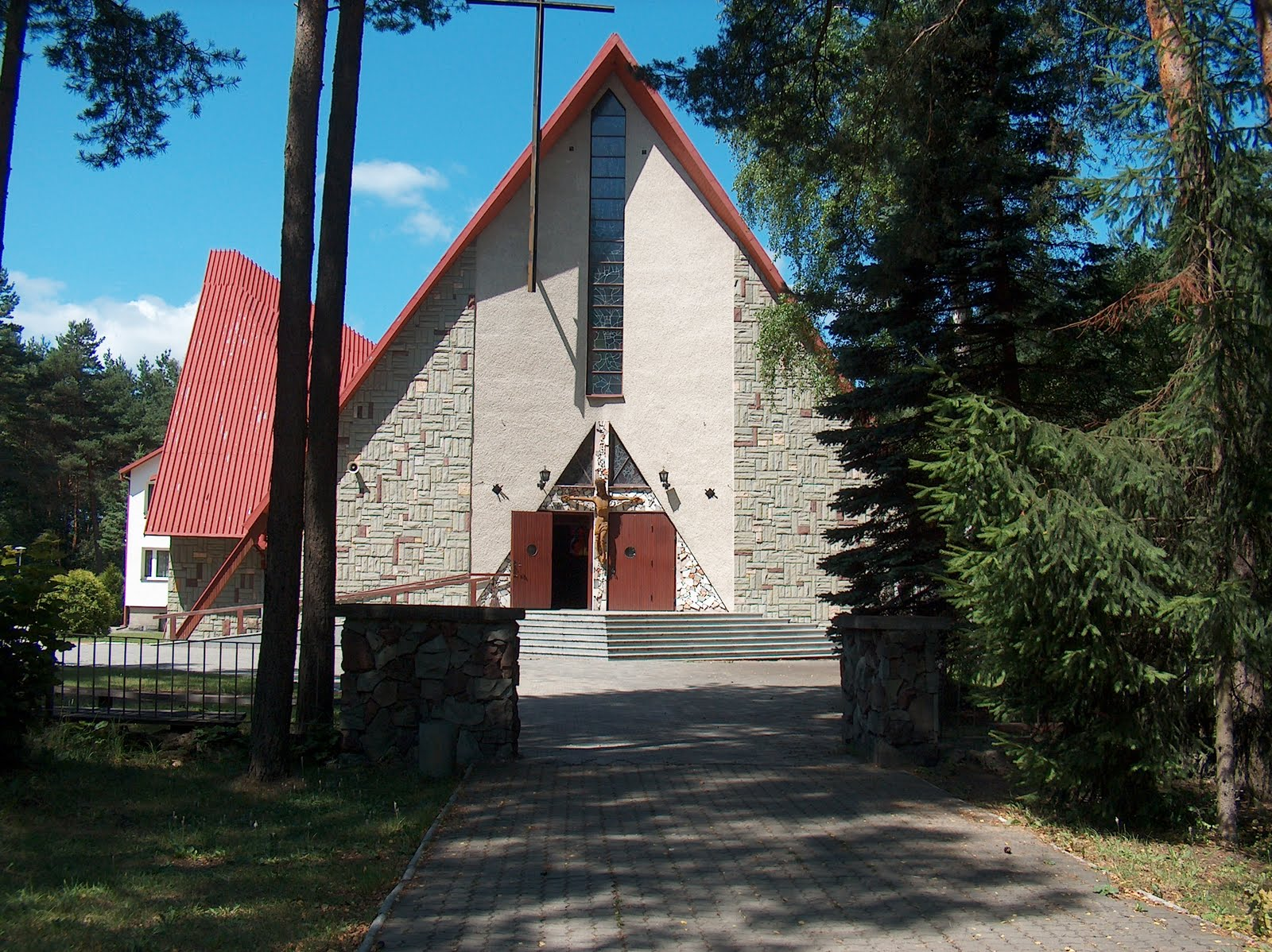
Igreja-monumento à Nossa Senhora Rainha da Polônia em memória das vítimas do campo alemão em Zwierzyniec
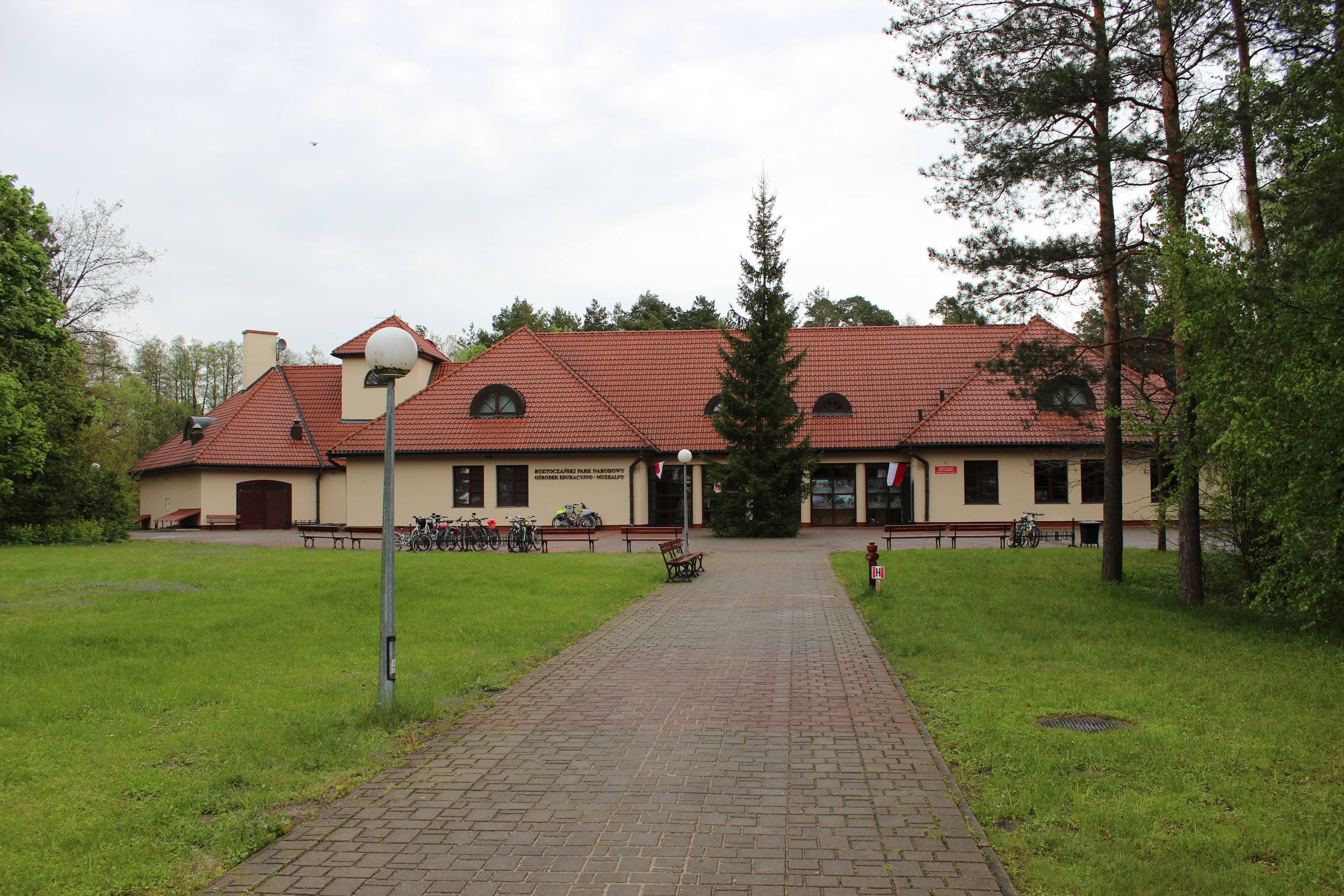
Centro de Educação e Museu do Parque Nacional Roztocze

## Demografia
Conforme os dados do Escritório Central de Estatística da Polônia (GUS) de 31 de dezembro de 2022, Zwierzyniec é uma cidade muito pequena com uma população de 2 829 habitantes (34.º lugar na voivodia de Lublin e 750.º na Polônia), tem uma área de 6,2 km² (45.º lugar na voivodia de Lublin e 769.º lugar na Polônia) e uma densidade populacional de 457 hab./km² (25.º lugar na voivodia de Lublin e 621.º lugar na Polônia). Nos anos 2002–2021, o número de habitantes diminuiu 9,3%.
Os habitantes de Zwierzyniec constituem cerca de 2,71% da população do condado de Zamość, constituindo 0,14% da população da voivodia de Lublin.
| Descrição                         | Total      | Total   | Mulheres   | Mulheres | Homens     | Homens  |
| --------------------------------- | ---------- | ------- | ---------- | -------- | ---------- | ------- |
| unidade                           | habitantes | %       | habitantes | %        | habitantes | %       |
| população                         | 2 829      | 100     | 1 503      | 53,1     | 1 326      | 46,9    |
| superfície                        | 6,2 km²    | 6,2 km² | 6,2 km²    | 6,2 km²  | 6,2 km²    | 6,2 km² |
| densidade populacional (hab./km²) | 457        | 457     | 242,7      | 242,7    | 214,3      | 214,3   |

## Transportes
A partir de janeiro de 2024, o Gabinete do Marechal da voivodia de Lublin financiou um serviço ferroviário de passageiros, durante todo o ano, de Zamość via Zwierzyniec, Susiec para Bełżec. O cronograma incluía quatro percursos em cada direção. Eles são conectados em Zawada e Zamość com trens de Lublin e Varsóvia, permitindo o acesso de outras partes do país. Às sextas-feiras e aos domingos, um percurso foi estendido até Hrebenne.

### Conexões rodoviárias
- Estrada provincial n.º 858: Szczebrzeszyn (cruzamento com a estrada nacional n.º 74) — Zwierzyniec — Biłgoraj (cruzamento com a estrada nacional n.º 835) — Ulanów — Zarzecze (cruzamento com a estrada nacional n.º 19)

## Esportes
Existe o Sokół Zwierzyniec Esporte Clube em Zwierzyniec − um clube de futebol profissional fundado em 1923. Na temporada 2023/2024, a equipe sênior joga no Zamość A-Classe. O clube joga suas partidas no Estádio Municipal de Zwierzyniec com capacidade para 1 500 espectadores.

## Comunidades religiosas
- Igreja Católica de Rito Latino:
  - Paróquia Nossa Senhora Rainha da Polônia em Zwierzyniec[29]
- Testemunhas de Jeová:
  - Congregação em Zwierzyniec